# Ортант

У двовимірному просторі існує 4 ортанти (які називають квадрантами), позначені на малюнку римськими числами

Ортант (гіпероктант) — узагальнення понять двовимірного квадранта і тривимірного октанта на n-вимірний евклідів простір.
Ортант в n-вимірному просторі можна розглядати як перетин n взаємно перпендикулярних півпросторів; усього в n-вимірному просторі є {\displaystyle 2^{n}} ортантів.
Замкнутий ортант у {\displaystyle \mathbb {R} } це підмножина, що обмежує кожну прямокутну систему координат до невід'ємного або недодатного сектора. Така підмножина задається системою нерівностей:
{\displaystyle \varepsilon _{1}x_{1}\geq 0,\varepsilon _{2}x_{2}\geq 0,\dots \varepsilon _{n}x_{n}\geq 0},
де кожне {\displaystyle \varepsilon _{i}} — -1 або +1.
Аналогічно, відкритий ортант в {\displaystyle \mathbb {R} } — підмножина, задана системою строгих нерівностей:
{\displaystyle \varepsilon _{1}x_{1}>0,\varepsilon _{2}x_{2}>0,\dots \varepsilon _{n}x_{n}>0}.
За розмірністю:
- В одному вимірі ортант — це промінь .
- У двох вимірах ортант — це квадрант .
- У трьох вимірах ортант — це октант .

Джон Конвей утворив термін n-ортоплекс із ортантовий комплекс як правильний багатогранник в n-вимірах з 2n гранями-симплексами, по одній на ортант.
Невід'ємний ортант є узагальненням першого квадранта на n-вимірів і є важливим у багатьох обмежених.